# Bucquetia nigritella
Bucquetia nigritella es una especie de planta fanerógama pderteneciente a la familia Melastomataceae. Es un endemismo de Ecuador. 

## Distribución y hábitat
Es un arbusto endémico de Ecuador, donde se sabe que se producen en ocho lugares en los páramos del sur de los Andes. Una colección es del páramo de Corredores, al norte de Zaruma, donde la especie fue registrada en 1947. Seis colecciones son de la carretera Oña-Loja, el más reciente de 1973. La única colección dentro de un área protegida es una colección de 1995 un área cerca de Lagunas del Compadre en el Parque nacional Podocarpus. Ningún ejemplar de esta especie se encuentran en museos ecuatorianos. Aparte de la destrucción del hábitat, no se conocen amenazas específicas.

## Taxonomía
Bucquetia nigritella fue descrita por (Naudin) Triana y publicado en Transactions of the Linnean Society of London 28(1): 23, t. 1, f. 4b. 1871[1872]
Sinonimia
- Chaetogastra nigritella Naudin[3]